# Tỉnh ủy Quảng Ngãi
Tỉnh ủy Quảng Ngãi hay còn được gọi Ban chấp hành Đảng bộ tỉnh Quảng Ngãi là cơ quan lãnh đạo cao nhất của Đảng bộ tỉnh Quảng Ngãi giữa hai kỳ đại hội đại biểu Đảng bộ tỉnh Quảng Ngãi, do Đại hội Đại biểu Đảng bộ tỉnh bầu.
Tỉnh ủy Quảng Ngải có chức năng thi hành nghị quyết, quyết định của Đại hội Đại biểu Đảng bộ tỉnh Quảng Ngải, Ban Chấp hành Trung ương Đảng, Ban Bí thư và Bộ Chính trị.
Đứng đầu Tỉnh ủy là Bí thư Tỉnh ủy và thường là ủy viên Ban chấp hành Trung ương Đảng. Bí thư hiện tại là Ủy viên Ban Chấp hành Trung ương Đảng Bùi Thị Quỳnh Vân.